# Ankara (1904)
Ankara – turecki torpedowiec z początku XX wieku, jedna z siedmiu zbudowanych we Włoszech jednostek typu Antalya. Okręt został zwodowany w 1904 roku w stoczni Ansaldo w Genui, a w skład marynarki Imperium Osmańskiego wszedł w grudniu 1906 roku. Torpedowiec wziął udział w wojnie włosko-tureckiej, podczas której został 24 lutego 1912 roku samozatopiony w bitwie pod Bejrutem podczas ostrzału przez włoskie krążowniki.

## Projekt i budowa
Siedem torpedowców typu Antalya zostało zamówionych przez Turcję we Włoszech w 1904 roku. Jednostki były niemal identyczne jak okręty typu Akhisar, różniąc się siłownią o większej mocy.
„Ankara” zbudowana została w stoczni Ansaldo w Genui (numer stoczniowy 136). Stępkę okrętu położono w kwietniu 1904 roku i w tym samym roku został zwodowany . W 1905 roku przeprowadzono próby morskie, a 29 listopada 1906 roku torpedowiec został odebrany przez zamawiającego w Genui.

## Dane taktyczno-techniczne
Okręt był torpedowcem z kadłubem wykonanym ze stali, podzielonym na dziewięć przedziałów wodoszczelnych. Długość całkowita wynosiła 51 metrów (50,5 metra między pionami) szerokość 5,7 metra i zanurzenie 1,4 metra. Wyporność normalna wynosiła 165 ton. Jednostka napędzana była przez dwie pionowe, trzycylindrowe maszyny parowe potrójnego rozprężania Ansaldo o łącznej mocy 2700 KM, do których parę dostarczały dwa kotły wodnorurkowe (także produkcji Ansaldo) . Prędkość maksymalna napędzanego dwoma śrubami okrętu wynosiła 26 węzłów. Okręt zabierał zapas 60 ton węgla .
Na uzbrojenie artyleryjskie jednostki składały się dwa pojedyncze działka kalibru 37 mm Hotchkiss QF L/20 z zapasem 250 nabojów . Broń torpedową stanowiły zamontowane na pokładzie (z przodu i tyłu sterówki dwie pojedyncze obracalne wyrzutnie kal. 450 mm, z łącznym zapasem czterech torped .
Załoga okrętu składała się z 4 oficerów i 26 podoficerów i marynarzy .

## Służba

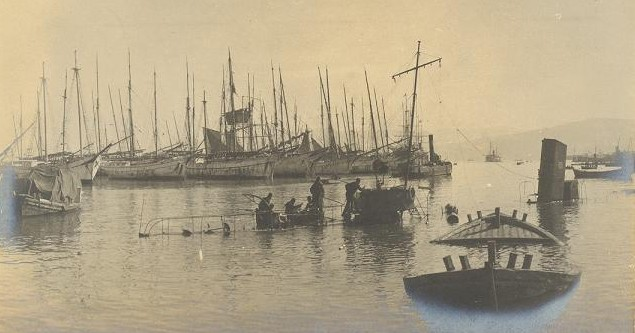
Zatopiona „Ankara” w Bejrucie w 1912 roku

„Ankara” została wcielona w skład marynarki wojennej Imperium Osmańskiego w grudniu 1906 roku w Stambule . 24 lutego 1912 roku, podczas wojny włosko-tureckiej, pod Bejrut podeszły okręty włoskiego 4. dywizjonu krążowników („Giuseppe Garibaldi”, „Francesco Ferruccio” i „Varese”), żądając wydania przybywających w porcie osmańskich okrętów: okrętu pancernego „Avnillah” oraz torpedowca „Ankara”. Wobec odmowy spełnienia żądań przez gubernatora wywiązała się bitwa, podczas której „Giuseppe Garibaldi” i „Francesco Ferruccio” (osłaniane od strony morza przez „Varese”) rozpoczęły ostrzał osmańskich jednostek. „Avnillah” został zatopiony ogniem artylerii i torpedą przez „Giuseppe Garibaldiego”, a „Ankara” została samozatopiona w porcie przez własną załogę, jednak tonący okręt był do końca ostrzeliwany przez „Francesco Ferruccio”.